# Artesonado

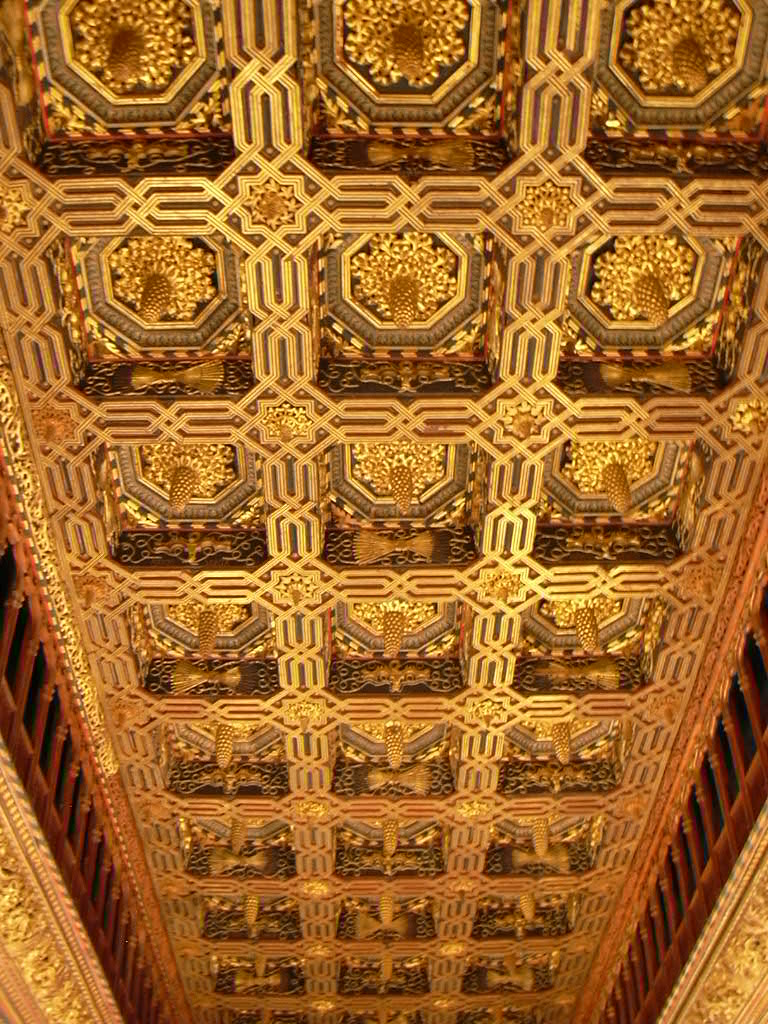
Strop La Aljafería – Sala del trono

Artesonado – hiszpańska nazwa mauretańskich stropów i drzwi pokrytych boazerią, wykonana z wielu, często barwnych, gatunków drewna, tworzących kunsztowne, splątane wzory geometryczne z zagłębieniami.